# Spencer Gordon Bennet
Spencer Gordon Bennet (n. 5 ianuarie 1893, New York City, New York, SUA – d. 8 octombrie 1987, Santa Monica, California, SUA) a fost un producător de film și regizor. Cunoscut drept Regele serialelor, el a regizat mai multe serii de filme decât oricare alt regizor.

## Filmografie (selecție)

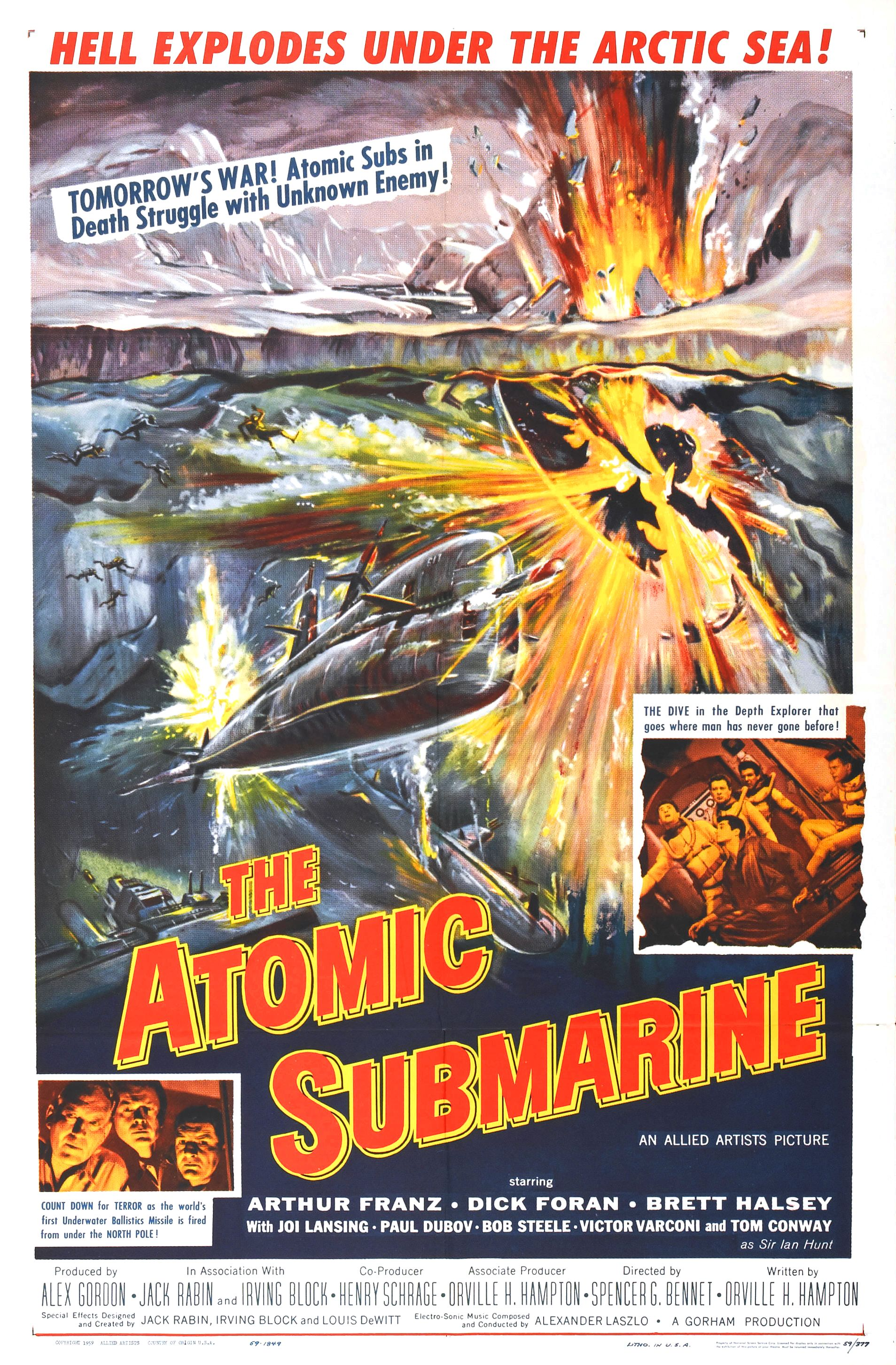
Afișul filmului The Atomic Submarine

Debutează ca regizor în 1921 cu filmul Behold the Man, dar primul său film serial este Sunken Silver (1925)
- Play Ball  (1925)
- Zorro's Black Whip (1944)
- The Tiger Woman (1944)
- Superman (1948)
- Bruce Gentry (1949)
- Batman and Robin (1949)
- The Adventures of Sir Galahad (1949)
- Captain Video: Master of the Stratosphere (1951)
- King of the Congo (1952)
- The Lost Planet (1953)
- Blazing the Overland Trail (1956)
- Perils of the Wilderness (1956)
- The Atomic Submarine (1959)
- The Bounty Killer (1965)
- Requiem for a Gunfighter (1965)
- D-Day on Mars (1966)